# عمر النشوان
عمر النشوان (6 يوليو 1986 -)، إعلامي وصحفي سعودي.

## مسيرته
بدايته كانت في قناة الاقتصادية الفضائية بعام 2007 كصحفي ومراسل تلفزيوني، كما عمل صحفي أيضاً في صحيفة الاقتصادية وعمل في شبكة قنوات التعليم العالي، كما عمل في مجموعة إم بي سي 1 كمراسل تلفزيوني ومعد في برنامج الثامنة كما كان له تجربة في تقديم برنامج مسابقات اسمه «تحدي ال sms» عرض في شهر رمضان 2011 وبث على قناة الثقافية السعودية، وفي عام 2013 انضم إلى قناة العربية كمقدم نشرات الأخبار.